# Tiffany Boone
Tiffany Boone (* 27. August 1987 in Baltimore, Maryland) ist eine US-amerikanische Schauspielerin.

## Leben und Karriere
Tiffany Boone wurde in der Stadt Baltimore geboren. Einen Großteil ihrer Kindheit wurde sie von ihrer Mutter alleine erzogen, nachdem ihr Vater 1991, mit Anfang 20, erschossen wurde. Boone besuchte in ihrer Heimatstadt die Baltimore Training School of the Arts und anschließend ab 2006 das California Institute of the Arts, das sie 2009 mit einem Abschluss verließ. Im Jahr 2006 übernahm sie zudem ihre erste Rolle vor der Kamera, als Briana im Independentfilm Hamilton.
Anschließend vergingen einige Jahre, bis sie ihre nächste Rolle übernahm. In der Zwischenzeit war sie als Resident Advisor am Campus des California Institutes beschäftigt. 2011 war sie als Mimi in der Horrorkomödie Detention – Nachsitzen kann tödlich sein zu sehen. In der Folge trat sie unter anderem in den Serien Southland, Suburgatory, Grey’s Anatomy und Perception in Gastrollen im Fernsehen auf. 2013 wurde sie in einer kleinen Rolle im Fantasyfilm Beautiful Creatures – Eine unsterbliche Liebe von Richard LaGravenese besetzt. 2014 gehörte sie zur Hauptbesetzung der zweiten Staffel der Serie The Following, in der sie die Teenagerin Mandy Lang darstellte. Danach folgten Auftritte in Major Crimes, Once Upon a Time – Es war einmal … und Complications.
2018 wurde Boone als Jerrika Little in einer der Hauptrollen der Serie The Chi von Serienschöpferin Lena Waithe besetzt. Die Rolle spielte sie in den beiden produzierten Staffeln, verließ sie allerdings auf eigenen Wunsch während der Dreharbeiten zur zweiten Staffel. Grund dafür waren Belästigungsvorwürfe, die sie gegen ihren Serienkollegen und Hauptdarsteller Jason Mitchell, hervorbrachte, die unter anderem einschüchternder Natur gewesen sein sollen. Sowohl die Macher der Serie, als auch der Streaminganbieter Netflix, bei dem Mitchell wegen eines Films unter Vertrag stand, reagierten mit dem Rausschmiss, nachdem auch von weiteren Frauen Vorwürfe gegenüber Mitchell erhoben wurden. Boone äußerte sich in einem Statement auf Instagram zudem kritisch gegenüber den Machern der Serie, denen sie vorwarf, kein Arbeitsumfeld geschaffen zu haben, in dem sich jeder sicher und gehört fühlen könne. Nach dem Ausstieg aus der Serie, war sie dann 2020 wieder vor der Kamera zu sehen, nachdem sie für die Serie Hunters des Streaminganbieters Prime Video als Roxy Jones in einer Hauptrolle besetzt wurde. Zudem war sie 2020 in der Drama-Miniserie Kleine Feuer überall als jüngere Version der Figur Mia Warren zu sehen, die von Kerry Washington verkörpert wurde. 2021 übernahm sie als Delilah eine Nebenrolle in der Miniserie Nine Perfect Strangers.

## Filmografie (Auswahl)
- 2006: Hamilton
- 2011: Detention – Nachsitzen kann tödlich sein (Detention)
- 2012: Southland (Fernsehserie, 2 Episoden)
- 2012: Pie Head: A Kinda' True Story
- 2012: Suburgatory (Fernsehserie, Episode 2x07)
- 2012: UNmatchable (Fernsehserie, Episode 1x01)
- 2013: Beautiful Creatures – Eine unsterbliche Liebe (Beautiful Creatures)
- 2013: Grey’s Anatomy (Fernsehserie, Episode 9x17)
- 2013: Perception (Fernsehserie, Episode 2x04)
- 2013: Reading Writing & Romance (Fernsehfilm)
- 2014: The Following (Fernsehserie, 12 Episoden)
- 2014: Major Crimes (Fernsehserie, Episode 3x12)
- 2015: Once Upon a Time – Es war einmal … (Once Upon a Time, Fernsehserie, Episode 4x16)
- 2015: Complications (Fernsehserie, 4 Episoden)
- 2015: Der Fluch von Downers Grove (The Curse of Downers Grove)
- 2016: Advance & Retreat (Fernsehfilm)
- 2017: Feed
- 2018–2019: The Chi (Fernsehserie, 16 Episoden)
- 2020–2023: Hunters (Fernsehserie, 18 Episoden)
- 2020: Kleine Feuer überall (Little Fires Everywhere, Miniserie, 2 Episoden)
- 2020: The Midnight Sky
- 2021: Nine Perfect Strangers (Miniserie, 8 Episoden)
- 2024: The Big Cigar (Miniserie)